# Alfa Romeo 90
Alfa Romeo 90 är en personbil, tillverkad av den italienska biltillverkaren Alfa Romeo mellan 1984 och 1987.
Alfa 90 tog över från Alfettan och Alfa 6 som märkets flaggskepp. Tekniken bygger på Alfettan, komplett med växellådan bak vid differentialen. Bilen hade flera intressanta utrustningsdetaljer, såsom frontspoiler som flyttade sig närmare vägen i högre hastigheter och en medtagbar attachéväska i ett eget fack i instrumentpanelen. Lyxmodellen Quadrifoglio Oro hade dessutom 80-talsflugan digital instrumentering.
Motorer:
| Modell  | Motor               | Cylindervolym | Effekt | Bränslesystem |
| ------- | ------------------- | ------------- | ------ | ------------- |
| 1,8     | 4-cyl radmotor dohc | 1779 cm³      | 120 hk | Förgasare     |
| 2,0i    | 4-cyl radmotor dohc | 1996 cm³      | 128 hk | Insprutning   |
| 2,0i V6 | 6-cyl V-motor ohc   | 1962 cm³      | 132 hk | Insprutning   |
| 2,5i V6 | 6-cyl V-motor ohc   | 2492 cm³      | 156 hk | Insprutning   |
| 2,4TD   | 4-cyl radmotor ohc  | 2393 cm³      | 110 hk | Turbodiesel   |